# Leucania taiwana
Leucania taiwana là một loài bướm đêm trong họ Noctuidae.